# Медвеђа (Деспотовац)
Медвеђа је насеље у Србији у општини Деспотовац у Поморавском округу. Према попису из 2022. било је 632 становника.
Овде се налазе Археолошко налазиште Идумум, Запис Јовановића храст (Медвеђа), Запис дуд код цркве (Медвеђа) и ОФК Братство Медвеђа.

## Порекло становништва
Подаци датирају из 1930. године)
По предању Медвеђа је први пут била преко Ресаве на месту "Гуштер", па се отуда поместила код Старог Гробља, а одатле на данашње место. Узрок помештања је непознат. Село се дели на Горњу и Доњу Малу.
У Горњој су Мали:
- Велисављевићи (90 к., Св. Јован); доселили се око 1730. године са Косова, са много оваца, дошла су четири брата: Велисав, Радојко, Радивоје и Миљко и по најстаријем брату је и цео род добио презиме, исти род је био и у Старој Медвеђи, те се рачуна као најстарији; од њих је био кнез Милисав Велисављевић.
- Крсјанићи (15 к., Св. Јован), дошли из Балајинца (старом Крсти, Крсјану, било се удавило дете у каци са сурутком, а Турчин га тражио да за то плати глобу и он побегне у Медвеђу; у Медвеђи после кажу Турчину, да ту не живи никакав Крста, већ Крсјан, те му тако сакрију траг).
- Новаци (30 к., Михољдан), дошли из Старог Аџибеговца.
- Радивојци (8 к., Св. Јован) и Станојловићи (10 к., Св. Ђорђе и Ђурђевдан), дошли из Брестова.
- Јованчевићи (10 к., Св. Никола), дошли из Вирина.
- Шајкићи (10 к., Св. Никола), доселили се из Дражмировца.
- Бакићи (6 к., Св. Никола), дошли из Грабовца, а тамо из Срема, те их зову Маџари.
- Предићи (5 к., Св. Петка), дошли из Породина, били су Власи, па се посрбили.
- Бркићи (6 к., Св. Никола), доселили се око 1890. године из Кованице, а тамо са Косова.

У Доњој су Мали:
- Васићи (9 к., Ђурђевдан), Цигани торбари који не знају одакле су.
- Бугарчићи (5 к., Св. Никола), доселили се из Великог Извора.
- Маленовићи (6 к., Св. Врачи), доселили се из Купиновца, (стари Мален дошао је на имање као домазет).
- Ђорићи (1 к., Св. Арханђел), доселили се ту из врањске околине.
- Мијатовићи (15 к., Св. Јован Златоуст), дошли из Старе Медвеђе.
- Радовановићи (1 к., Св. Трифун и Св. Арханђел), доселили се из Роанде од истоименог рода, старином су од Ђаковице.

## Демографија
У насељу Медвеђа живи 731 пунолетни становник, а просечна старост становништва износи 47,7 година (46,9 код мушкараца и 48,5 код жена). У насељу има 299 домаћинстава, а просечан број чланова по домаћинству је 2,94.
Ово насеље је великим делом насељено Србима (према попису из 2002. године).
|  |

| Демографија | Демографија | Демографија |
| Година      | Становника  | Становника  |
| ----------- | ----------- | ----------- |
| 1948.       | 1.508       |             |
| 1953.       | 1.536       |             |
| 1961.       | 1.515       |             |
| 1971.       | 1.563       |             |
| 1981.       | 1.521       |             |
| 1991.       | 1.409       | 1.030       |
| 2002.       | 880         | 1.342       |

| Етнички састав према попису из 2002.‍ | Етнички састав према попису из 2002.‍ | Етнички састав према попису из 2002.‍ | Етнички састав према попису из 2002.‍ | Етнички састав према попису из 2002.‍ |
| ------------------------------------ | ------------------------------------ | ------------------------------------ | ------------------------------------ | ------------------------------------ |
|                                      |                                      |                                      |                                      |                                      |
| Срби                                 | Срби                                 |                                      | 875                                  | 99,43%                               |
| Румуни                               | Румуни                               |                                      | 2                                    | 0,22%                                |
| Хрвати                               | Хрвати                               |                                      | 1                                    | 0,11%                                |
| Руси                                 | Руси                                 |                                      | 1                                    | 0,11%                                |
| непознато                            | непознато                            |                                      | 1                                    | 0,11%                                |

| Година пописа     | 1948. | 1953. | 1961. | 1971. | 1981. | 1991. | 2002. |
| ----------------- | ----- | ----- | ----- | ----- | ----- | ----- | ----- |
| Број домаћинстава | 353   | 368   | 387   | 380   | 377   | 338   | 299   |

| Број чланова      | 1  | 2  | 3  | 4  | 5  | 6  | 7  | 8 | 9 | 10 и више | Просек |
| ----------------- | -- | -- | -- | -- | -- | -- | -- | - | - | --------- | ------ |
| Број домаћинстава | 73 | 90 | 43 | 29 | 27 | 19 | 11 | 7 | 0 | 0         | 2,94   |

| Пол    | Укупно | Неожењен/Неудата | Ожењен/Удата | Удовац/Удовица | Разведен/Разведена | Непознато |
| ------ | ------ | ---------------- | ------------ | -------------- | ------------------ | --------- |
| Мушки  | 357    | 52               | 258          | 39             | 4                  | 4         |
| Женски | 396    | 33               | 256          | 83             | 19                 | 5         |
| УКУПНО | 753    | 85               | 514          | 122            | 23                 | 9         |

| Пол    | Укупно                    | Пољопривреда, лов и шумарство | Рибарство                            | Вађење руде и камена | Прерађивачка индустрија       |
| ------ | ------------------------- | ----------------------------- | ------------------------------------ | -------------------- | ----------------------------- |
| Мушки  | 170                       | 118                           | 0                                    | 1                    | 18                            |
| Женски | 108                       | 82                            | 0                                    | 1                    | 4                             |
| УКУПНО | 278                       | 200                           | 0                                    | 2                    | 22                            |
| Пол    | Производња и снабдевање   | Грађевинарство                | Трговина                             | Хотели и ресторани   | Саобраћај, складиштење и везе |
| Мушки  | 0                         | 7                             | 10                                   | 4                    | 4                             |
| Женски | 0                         | 0                             | 7                                    | 1                    | 1                             |
| УКУПНО | 0                         | 7                             | 17                                   | 5                    | 5                             |
| Пол    | Финансијско посредовање   | Некретнине                    | Државна управа и одбрана             | Образовање           | Здравствени и социјални рад   |
| Мушки  | 0                         | 0                             | 3                                    | 1                    | 1                             |
| Женски | 1                         | 0                             | 2                                    | 4                    | 2                             |
| УКУПНО | 1                         | 0                             | 5                                    | 5                    | 3                             |
| Пол    | Остале услужне активности | Приватна домаћинства          | Екстериторијалне организације и тела | Непознато            | Непознато                     |
| Мушки  | 2                         | 0                             | 0                                    | 1                    | 1                             |
| Женски | 3                         | 0                             | 0                                    | 0                    | 0                             |
| УКУПНО | 5                         | 0                             | 0                                    | 1                    | 1                             |